# エリザベス・ジョージ
エリザベス・ジョージ（Elizabeth George, 1949年2月26日 - ）は、アメリカ合衆国の推理作家。
オハイオ州ウォーレン生まれ。本名はエリザベス・スーザン・ジョージ（Elizabeth Susan George）。カリフォルニア大学リバーサイド校卒業。長年、英語教師として高校に勤務していた。現在カリフォルニア州ハンティントン・ビーチ在住。
生粋のアメリカ人でありながら、イギリス・スコットランド・ヤードの警察官トマス・リンリー(Thomas Lynley)とバーバラ・ハヴァーズを主人公にした「リンリー警部」シリーズを書き続けている。
作家デビュー作でもある第1作『大いなる救い』がアガサ賞(1988)、アンソニー賞(1989)の最優秀処女長篇賞を受賞した。「リンリー警部」シリーズは、BBCによってテレビ番組が多数作られている。

## 著作

### 「リンリー警部」シリーズ
- 『そしてボビーは死んだ』（A Great Deliverance (1988)、小菅正夫訳、新潮文庫） 1991
  - 『大いなる救い』（吉澤康子訳、ハヤカワ・ミステリ文庫） 1998
- 『血塗られた愛情』（Payment In Blood (1989)、小菅正夫訳、新潮文庫） 1994
- 『名門校 殺人のルール』（Well-Schooled In Murder (1990)、小菅正夫訳、新潮文庫） 1996
- 『ふさわしき復讐』（A Suitable Vengeance (1990)、嵯峨静江訳、ハヤカワ・ミステリ文庫） 1995
- 『エレナのために』（For The Sake of Elena (1992)、松本みどり訳、ハヤカワ・ミステリ文庫） 1995
- 『罪深き絆』上・下（Missing Joseph (1993)、松本みどり訳、ハヤカワ・ミステリ文庫） 1996
- 『隠れ家の死』上・下（Playing For The Ashes (1994)、高橋恭美子訳、ハヤカワ・ミステリ文庫） 1997
- 『消された子供』上・下（In The Presence Of The Enemy (1996)、天野淑子訳、ハヤカワ・ミステリ文庫） 1999
- Deception On His Mind (1997)
- In Pursuit Of The Proper Sinner (1999)
- A Traitor To Memory (2001)
- A Place of Hiding (2003)
- With No One as Witness (2005)
- What Came Before He Shot Her (2006)
- Careless in Red (2008)
- This Body of Death (2010)